# Vol Aeropostal Alas de Venezuela 108
Le 5 mars 1991, un Douglas DC-9 effectuant le vol Aeropostal Alas de Venezuela 108, un vol intérieur régulier entre Maracaibo et Santa Bárbara del Zulia (es), au Venezuela, s'est écrasé contre le flanc d'une montagne, le Páramo Los Torres, à 27 km de Valera, ne laissant aucun survivant parmi les 45 occupants de l'appareil.

## Avion
L'appareil impliqué est un Douglas DC-9-32 immatriculé YV-23C et fabriqué en 1976, qui était en service chez Aeropostal Alas de Venezuela depuis 14 ans au moment de l'accident.

## LaGuillotine des Andes
Le Páramo Los Torres est connu parmi les pilotes vénézuéliens comme la Guillotine des Andes. Au sens littéral, il s'agit d'une montagne aux pentes abruptes, généralement brumeuse, que les pilotes avaient du mal à éviter avant que l'avertisseur de proximité du sol (GPWS) ne soient installés dans la majorité des avions de ligne modernes. 
Avant le crash du vol 109, deux autres avions commerciaux s'étaient écrasés près de la Guillotine des Andes. Le 15 décembre 1950, un Douglas DC-3 d'Avensa reliant Mérida à Caracas s'est écrasé sur la montagne, tuant les 28 passagers et les 3 membres d'équipage présents à bord. Dix ans plus tard, le 15 décembre 1960, un autre vol de la compagnie vénézuélienne RANSA (Rutas Aereas Nacionales SA) s'est également écrasé, ne laissant aucun survivant.

## Accident
Le vol 108 a décollé de l'aéroport international La Chinita de Maracaibo à 15 h 58, avec 45 passagers et membres d'équipage à bord. L'altitude de croisière de 16 500 pieds (5 000 mètres) est atteinte à 16 h 04. Le contrôleur aérien de Santa Bárbara del Zulia (es) a ensuite autorisé le vol à descendre à 5 500 pieds (1 600 mètres), ce qui a été confirmé par l'équipage. Les pilotes ont alors demandés si le système VOR/DME de l'aéroport était inopérant, ce qui a été démenti par le contrôleur aérien.
Vers 16 h 15, la descente est interrompue, lorsque le commandant de bord a remarqué une sélection de cap erronée sur les instruments et a conclu qu'ils s'étaient écartés de leur trajectoire de vol. Un virage à droite en montée a été effectué pour reprendre de l'altitude. 
L'avertisseur de proximité du sol (GPWS) a alors retenti et, quelques minutes plus tard, le DC-9 s'est écrasé sur le flanc d'une montagne près de Valera et a pris feu. Les 45 personnes à bord périssent dans l'accident.

Site de l'accident

## Enquête
L'enquête révèle que la cause principale de l'accident est une erreur du pilotage. Les pilotes ont entré, par inadvertance, la mauvaise radial dans leur système de navigation et ont dérivé de leur trajectoire. En raison du brouillard présent dans la région, les pilotes ne savaient pas qu'ils étaient sur une trajectoire de collision avec le relief.